# Colonia Paso del Molino
Colonia Paso del Molino är en ort i Mexiko.   Den ligger i kommunen Puerto Vallarta och delstaten Jalisco, i den centrala delen av landet, 600 km väster om huvudstaden Mexico City. Colonia Paso del Molino ligger 72 meter över havet och antalet invånare är 113.
Terrängen runt Colonia Paso del Molino är varierad. Havet är nära Colonia Paso del Molino åt nordväst. Runt Colonia Paso del Molino är det tätbefolkat, med 266 invånare per kvadratkilometer. Närmaste större samhälle är Puerto Vallarta, 3,0 km norr om Colonia Paso del Molino. I omgivningarna runt Colonia Paso del Molino växer huvudsakligen savannskog.